# Piazza Colonna

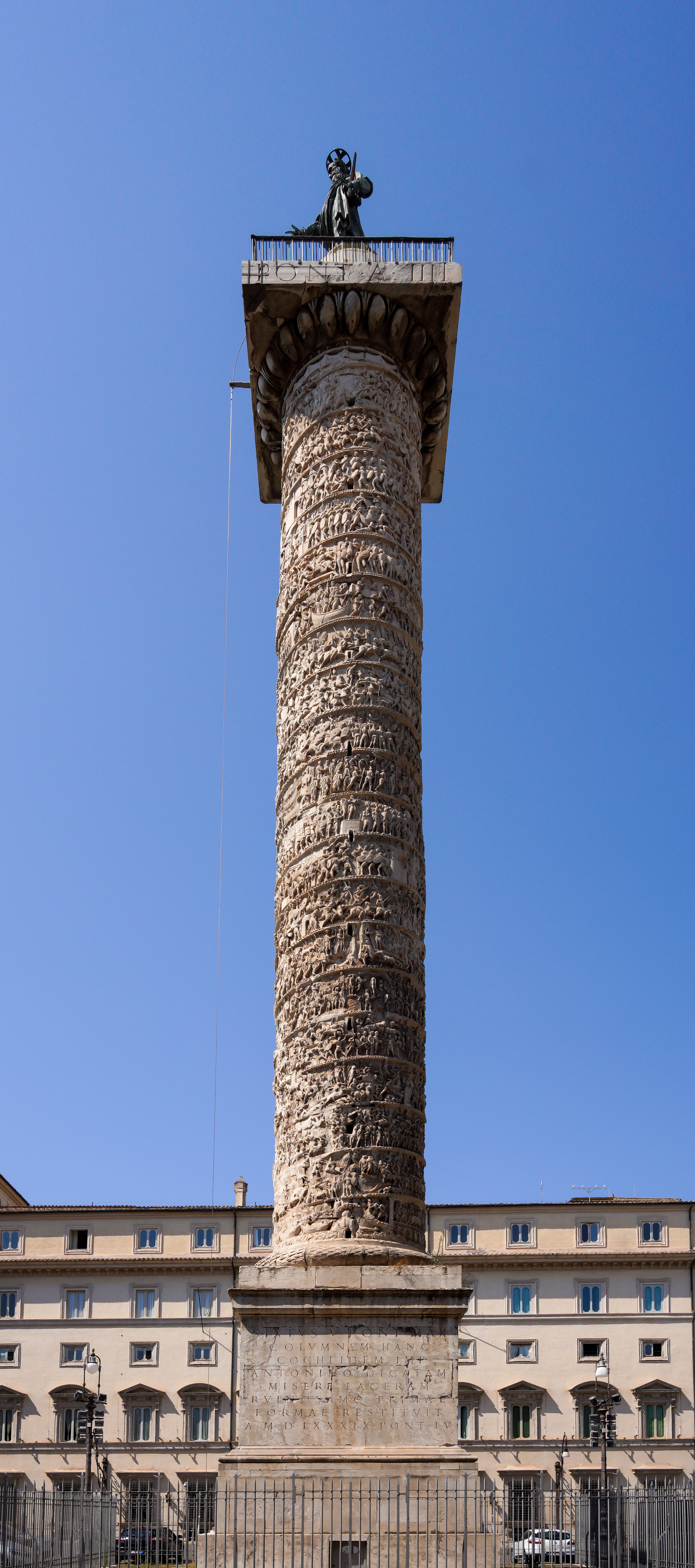
Náměstí Colonna se sloupem Marka Aurelia

Reliéf na sloupu

Piazza Colonna je římské náměstí v rione Colonna v centru města. Je pojmenováno po vítězném sloupu císaře Marka Aurelia (italsky Colonna di Marco Aurelio), který zde stojí od roku 193. Náměstím prochází starořímská Via Lata (nyní Via del Corso).

## Popis
Náměstí s obdélníkovým půdorysem má v italské politice velký význam. Severní stranu zabírá palác Chigi, původně rakousko-uherská ambasáda, nyní sídlo italské vlády. Na jižní straně stojí palác Ferraioli, původně papežský poštovní úřad a malý kostel Santi Bartolomeo ed Alessandro dei Bergamaschi a na východní straně palác Wedekind a kolonáda římských sloupů dovezených z Vejí. V severozápadním rohu náměstí je vidět palác Montecitorio, sídlo poslanecké sněmovny. Náměstí bylo monumentálním otevřeným prostorem již od antiky, na místě paláce Wedekind stál chrám Marka Aurelia.

## Sloup Marka Aurelia
Vítězný sloup císaře Marka Aurelia byl vytvořen podle vzoru Trajánova sloupu. Není jisté, zda byl postaven ještě za císařova života, roku 193 byl však už jistě hotov. Vlastní dřík sloupu s reliéfem je 29,62 m vysoký (asi 100 stop) a skládá se z 27 mramorových bloků o průměru 3,70 m. Podobně jako u Trajánova sloupu je uvnitř vytesáno schodiště, kterým lze po 190 schodech vystoupit na vrchní plošinu. Schodiště je osvětleno úzkými okénky, která jsou zakomponována do reliéfu, není však přístupné veřejnosti.
Podstavec měl původně výšku 10,1 m, roku 1589 však sloup důkladně restauroval architekt Domenico Fontana, který vyrovnal náměstí s okolním terénem, takže téměř 4 m podstavce jsou dnes pod zemí. Původní reliéfy na podstavci byly už tehdy příliš poškozeny, a tak je Fontana odstranil. Ani věnovací nápis nebyl čitelný, takže se sloup mylně pokládal za ztracený sloup Antonina Pia. Jako protějšek k soše sv. Petra na Trajánově sloupu dal papež Sixtus V. při této příležitosti postavit na vrchol bronzovou sochu sv. Pavla.
Reliéf znázorňuje válečná tažení Marka Aurelia, v dolní polovině patrně proti Markomanům a Kvádům (172-173), v horní polovině proti Sarmatům (174-175). První scéna dole znázorňuje přechod Dunaje, patrně u dnešní Vídně. Na reliéfu pracovalo několik sochařů, na rozdíl od Trajánova reliéfu je však zobrazení daleko emotivnější: jsou zde drastické scény vypalování vesnic, pobíjení jejich obyvatel a podobně.

## Fontána
Fontánu z roku 1577 vytvořil na zakázku papeže Řehoře XIII. Giacomo della Porta, kterému asistoval Rocco de Rossi. Roku 1830 proběhla její rekonstrukce.